# Ciągowice (osada leśna)
Ciągowice – osada leśna w Polsce, położona w województwie śląskim, w powiecie zawierciańskim, w gminie Łazy.
W latach 1975–1998 miejscowość należała administracyjnie do województwa katowickiego.